# خاویر برانسون
خاویر برانسون (انگلیسی: Xavier Brunson) ژنرال نیروی زمینی ایالات متحده آمریکا است، که از دسامبر ۲۰۲۴ فرماندهی سازمان ملل و نیروهای کره ایالات متحده را برعهده دارد.
برانسون فعالیت نظامی را از سال ۱۹۹۰ آغاز کرد، از ۲۰۱۶ تا ۲۰۱۷ معاون عملیات لشکر ۱۰ کوهستان بود، در فاصله سال‌های ۲۰۱۹ تا ۲۰۲۱ فرماندهی لشکر ۷ پیاده را برعهده داشت، از ۲۰۲۱ تا ۲۰۲۴ به‌عنوان فرمانده سپاه اول فعالیت می‌کرد. وی در جنگ عراق و جنگ افغانستان حضور داشت.